# Берг (Франция)
Берг (нидерл. Sint-Winoksbergen, также фр. Bergues-Saint-Winocq) — коммуна во Франции, регион О-де-Франс, департамент Нор, кантон Кудкерк-Бранш. Расположена в 10 км южнее Дюнкерка и в 15 км западнее бельгийской границы, в 2 км от автомагистрали А25. На западе коммуны находится железнодорожная станция Берг линии Аррас-Дюнкерк.
Население (2017) — 3 653 человека.
Исторически сложилось, что город и его окрестности принадлежали к графству Фландрия, поэтому здесь часто используют фламандский язык.

## Название
Название города происходит от фламандского Groene berg, что означает зелёный холм. Упоминается в 857 году под названием Gruono(m)bergou, которое к 877 году превращается в Groene Berg. Голландское название Sint-Winoksbergen переводится как Горы Святого Винока.
По-западнофламандски город называется Bergen (букв. горы).
Местное его название также — Другой Брюгге во Фландрии.

## История
Согласно легенде, Святой Винок, сын бретонского короля, удалился на Groenberg, холм на окраине прибрежных болот. Вскоре это место превратилось в небольшой монастырь.
В 882 году, когда норманны начали вторжение, граф Фландрии Бодуэн II построил первые укрепления. Позже, около 1022 года, граф Бодуэн IV построил церковь Святого Винока и там похоронил мощи святого. Эта церковь стала основой монастыря.
Аббатство и близость к морю способствовали торговле, пока море не отошло к Дюнкерку. Берг получил статус города в 1240 году, и его независимость позже выразилась в строительстве башни-колокольни. Он стал портом и текстильным центром регионального значения, а также частью Ганзейского союза. Производимая в Берге шерсть начиная с 1276 года и в течение следующих веков помогала городу сохранить свою независимость от Франции. В 1583 году Берг был осаждён и завоёван Александро Фарнезе, но король Филипп II Испанский позволил горожанам восстановить город; так был создан его современный облик. Берг стал крупным портовым городом и в конечном итоге был присоединён к Франции по Первому Аахенскому миру в 1668 году. Людовик XIV позже развивал Дюнкерк, который в итоге затмил Берг в качестве основного порта. После Французской революции город продолжил приходить в упадок.
Берг был разрушен бомбардировками Первой мировой войны, а затем в 1940 году во время Битвы за Дюнкерк. Город был захвачен 2 июня 1940 года и на 80 % разрушен во время Второй мировой войны.
Вблизи промышленного Дюнкерка многочисленные памятники старины напоминают о богатом прошлом Берга, и в последние годы здесь развился туризм.

## Достопримечательности
- Колокольня является самой знаменитой из достопримечательностей города. Построенная в 13-м веке, она была перестроена после французского нашествия в 1383 году, а затем в 16-м веке, и восстановлена в 19-м веке. Здание было повреждено в результате пожара в 1940 и разрушено динамитом в 1944 году, но было вновь восстановлено в 1961 году. В 2004 году оно было признано историческим зданием и 16 июля 2005 классифицировано ЮНЕСКО как объект Всемирного наследия — одна из средневековых Колоколен-беффруа. Карильон из 50 колоколов звучит для рынка по понедельникам и в дни праздников.
- Земляные валы протяжённостью 5300 м, частично средневековой постройки, частично сконструированные Вобаном в 17-м веке.
- Аббатство Сен-Винок — было разрушено в 1789, и только в отдельных местах остались две башни и мраморный портик.

## Экономика
Структура занятости населения:
- сельское хозяйство — 0,3 %
- промышленность — 13,4 %
- строительство — 5,8 %
- торговля, транспорт и сфера услуг — 41,8 %
- государственные и муниципальные службы — 38,7 %

Уровень безработицы (2017) — 17,6 % (Франция в целом — 13,4 %, департамент Нор — 17,6 %). 

Среднегодовой доход на 1 человека, евро (2017) — 19 590 (Франция в целом — 21 110, департамент Нор — 19 490).

## Демография
Динамика численности населения, чел.

## Администрация
Пост мэра Берга с 2020 года занимает Поль-Луп Тронкуа (Paul-Loup Tronquoy). На муниципальных выборах 2020 года возглавляемый им независимый список победил в 1-м туре, получив 65,52 % голосов.
| Период | Период | Фамилия             | Партия                                 | Примечания                            |
| ------ | ------ | ------------------- | -------------------------------------- | ------------------------------------- |
| 1953   | 1995   | Роже Драпи          | Разные правые                          | член Генерального совета департамента |
| 1995   | 2001   | Кристиан Жаролевски | Объединение в поддержку Республики     | член Генерального совета департамента |
| 2001   | 2008   | Андре Деклерк       | Союз за народное движение              |                                       |
| 2008   | 2020   | Сильви Браше        | Разные левые, Радикальная левая партия | инженер                               |
| 2020   |        | Поль-Луп Тронкуа    | Разные правые                          |                                       |

## Геральдика
|  | Герб Берга в 1586—1815 годах: Рассечённое серебряное поле, в левой стороне обращённый восстающий чёрный лев с червлёным языком, в правой стороне чёрный пояс, выше него чёрный лев с червлёным языком на золотом поле в червлёной кайме. |

## Город-побратим
- Эрндтебрюк, Германия, с 1973 года

## Берг в кино
Город Берг стал основным местом действия комедии 2008 года «Бобро поржаловать» режиссёра и актёра Дани Буна (французское оригинальное название «Bienvenue chez les Ch’tis», «Добро пожаловать к Ш’тям», то есть пикардийцам).
В фильме, в частности, очень красочно и комично показано использование местными жителям пикардского диалекта, также называемого шти, почти непонятного для французов-южан.
Кинокартина побила рекорд посещаемости для французских фильмов, установленный легендарной «Большой прогулкой» Жерара Ури несколько десятилетий назад; её популярность породила в Берге настоящий туристический бум.

## Галерея

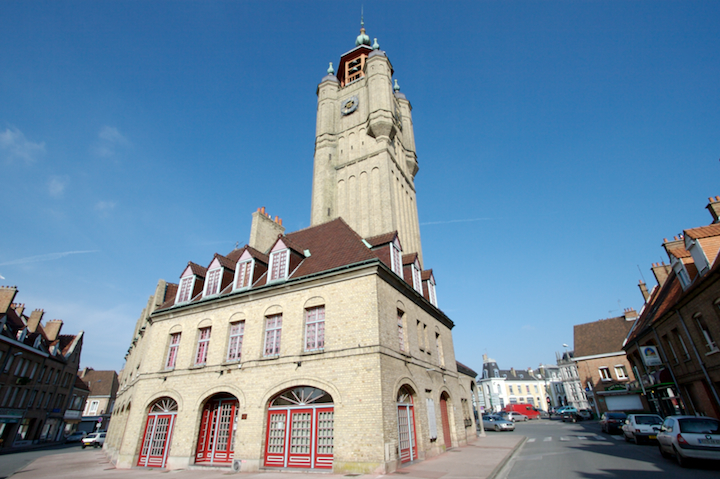
На башне установлен карильон в 50 колоколов
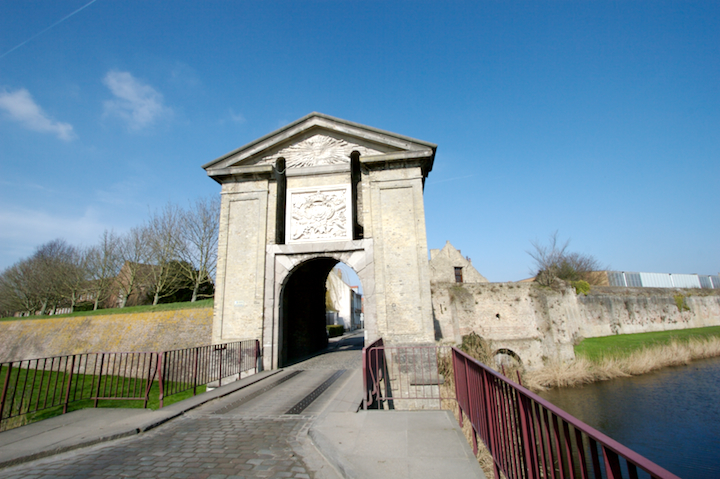
Треугольный фронтон на воротах Касселя. Изображение солнца символизирует «Короля-Солнце» Людовика XIV
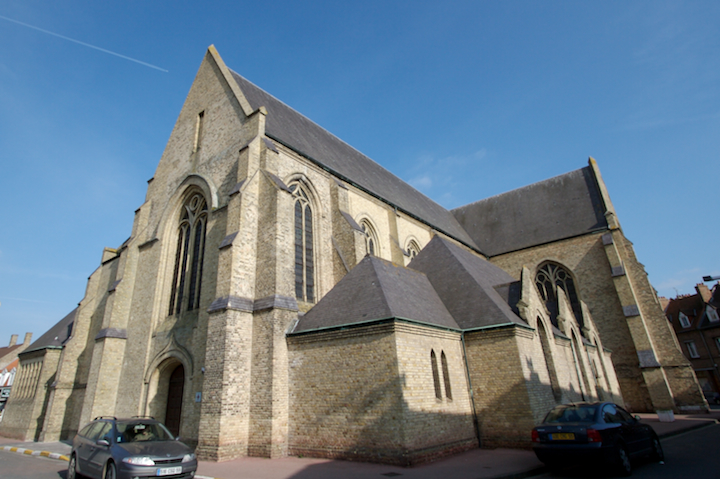
Церковь Святого Мартина
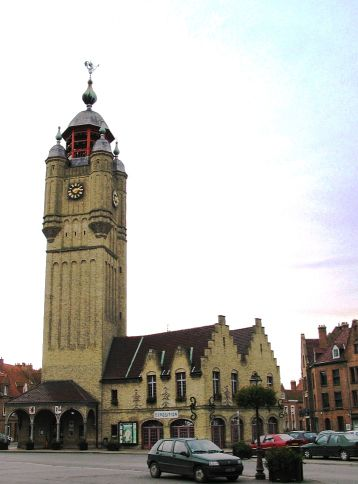
Колокольня Берга
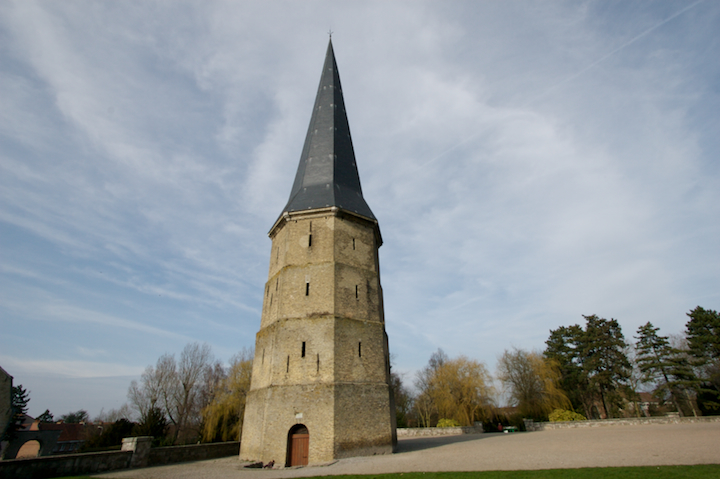
Шпиль аббатства Сен-Винок
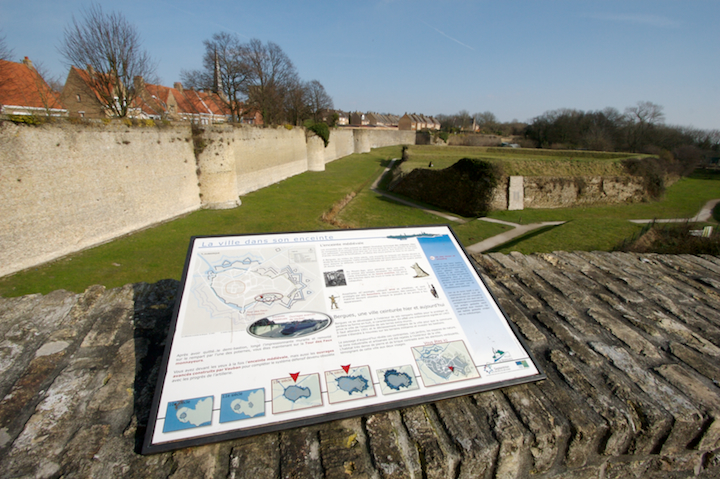
Валы протяжённостью 5300 м окружали почти весь город в течение пяти столетий
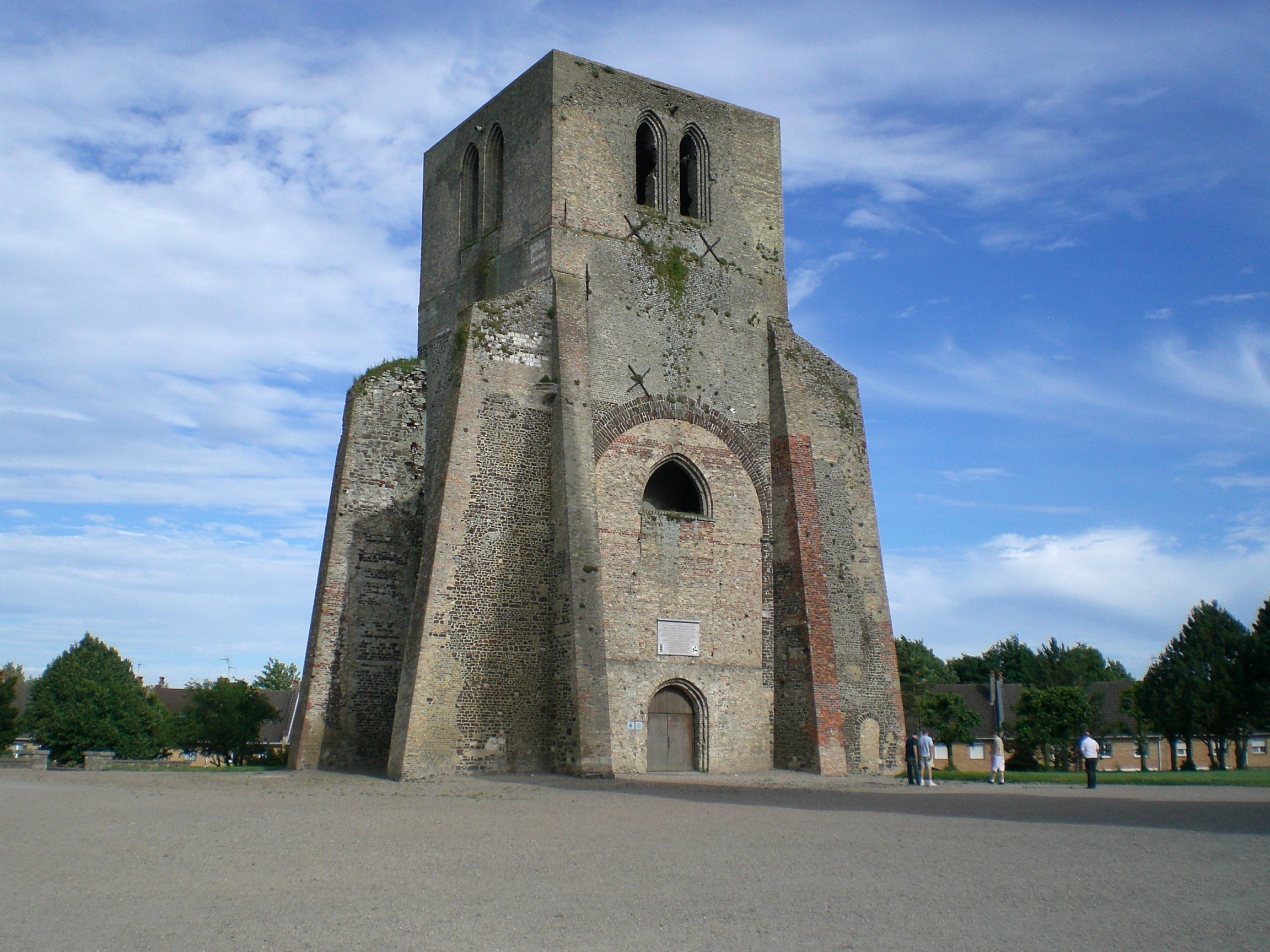
Башня аббатства Сен-Винок
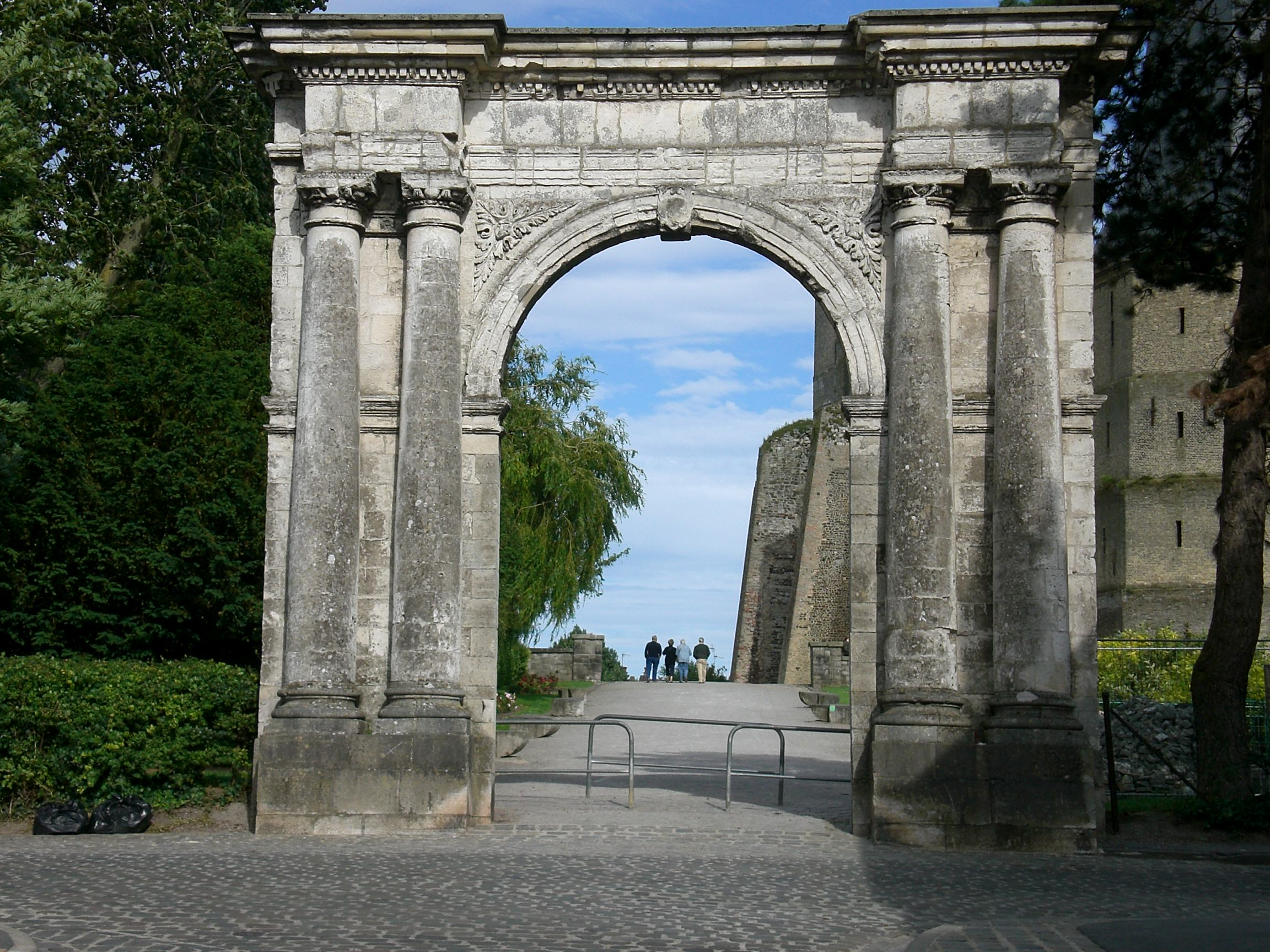
Мраморный портик аббатства Сен-Винок